# Saint-Jean-d'Avelanne
Saint-Jean-d'Avelanne este o comună în departamentul Isère din sud-estul Franței. În 2009 avea o populație de 863 de locuitori.

## Evoluția populației
| An        | 1975 | 1982 | 1990 | 1999 | 2006 | 2009 |
| --------- | ---- | ---- | ---- | ---- | ---- | ---- |
| Populație | 516  | 555  | 609  | 620  | 730  | 863  |